# Рипальта-Кремаска
Рипальта-Кремаска (італ. Ripalta Cremasca) — муніципалітет в Італії, у регіоні Ломбардія,  провінція Кремона.
Рипальта-Кремаска розташована на відстані близько 450 км на північний захід від Рима, 45 км на схід від Мілана, 35 км на північний захід від Кремони.
Населення — 3463 особи (2014).
Покровитель — Lorenzo.

## Демографія
Населення за роками:

Станом на 1 січня 2023 року в муніципалітеті офіційно проживало 205 іноземців з 27 країн, серед них 55 громадян країн Євросоюзу та 30 громадян України.

## Сусідні муніципалітети
- Каперньяніка
- Кредера-Рубб'яно
- Крема
- Мадіньяно
- Москаццано
- Рипальта-Арпіна
- Рипальта-Гуерина